# CASSIOPE
CASSIOPE ist ein kanadischer Forschungssatellit der Canadian Space Agency, der die Ionosphäre erforschen soll. Darüber hinaus soll eine Probe entnommen und analysiert werden. Zusätzlich soll eine neue Breitbandkommunikationstechnik getestet werden. Es sind sieben kanadische Universitäten an diesem Projekt beteiligt, darunter die Universitäten von Alberta, Calgary, Western Ontario, Saskatchewan, Athabasca University und die University of New Brunswick. Der Start wurde immer wieder durch die Trägerraketen verzögert. Ursprünglich sollte der Satellit mit einer Falcon 1 von Kwajalein Island gestartet werden. Dann wurde der Startplatz auf die Cape Canaveral Air Force Station verlegt, wo der Satellit mit einer Falcon-9-Rakete ins All befördert werden sollte. Am 26. Juni 2012 wurde bekanntgegeben, dass der Satellit in der ersten Hälfte von 2013 mit einer verbesserten  Falcon 9 1.1 vom neuen SpaceX-Raketenstartplatz SLC-4E auf der Vandenberg Air Force Base starten soll. Am 29. September um 16:00 UTC erfolgte schließlich der Start zusammen mit drei Cubesats.

## Satellit
Der Satellit ist 1,80 m lang und 1,20 m hoch bei einem Gewicht von ca. 500 kg. Es sind acht wissenschaftliche Instrumente an Bord, die man unter dem Begriff e-POP zusammenfasst. Es geht um die Erforschung von Plasmateilchen in der Atmosphäre und die Bewegung von Partikeln in der polaren Ionosphäre mittels:
- Massenspektrometer
- Elektronenteilchenmesser
- Kamera zur Beobachtung der Aurora
- Radio Receiver Instrument
- Instrument zur Messung der kohärenten Strahlung
- Magnetfeldmesser
- GPS-Versuchsinstrument

## Mission
Die Missionsdauer ist für einen Zeitraum von zwei Jahren ausgelegt. Man rechnet mit einer Datenmenge von 15 GB täglich. Die Daten werden direkt von einer Bodenstation in Kanada täglich abgerufen und der Satellit von dort aus fernbedient.